# Хасін Геннадій Борисович
Генадій Борисович Хасін (рос. Геннадий Борисович Хасин; 25 серпня 1935, Борисов, Білоруська РСР — 3 листопада 2020) — радянський футболіст, нападник.

## Життєпис
Уродженець Борисова, під час Німецько-радянської війни в 1941-1944 роках проживав у родичів у Самарканді. У 14 років грав за збірну міста, під чужим ім'ям грав у чемпіонаті БССР. Навчався в мінському фізкультурному технікумі, грав за юнацьку команду «Харчовика». У 17 років був на зборі команди СКА Мінськ в Сочі, де його помітив тренер «Спартака» Мінськ Михайло Бозененков. 1954 рік провів у дублі, в чемпіонаті СРСР дебютував 24 квітня 1955 року в домашньому матчі проти «Динамо» Москва (1:1), в якому відкрив рахунок, забивши Леву Яшину. Всього за мінську команду зіграв 102 матчі, відзначився 26 голами в класі «А» (1955, 1957, 1960-1962), 69 матчів, 21 гол в класі «Б» (1956, 1958-1959). Грав за «Локомотив» Гомель (1963), «Шинник» Ярославль (1964), «Металург» Запоріжжя (1964).
Не володів класичним ударом. Відпускав м'яч далеко й бив «вдотяг» самим краєм носка. Воротарі позбавлялися такого фактора, як орієнтація по очах того, хто б'є: Хасін страждав косоокістю. М'яч, пробитий під гострим кутом в останній момент раптом «пірнав» під поперечину і влучав у ворота.
Закінчив фізкультурний інститут, Вищу школу тренерів. У Мінську разом з Яковом Рудерманом тренував команду «Супутник» на заводі імені Леніна. Триразовий чемпіон БРСР. Працював з командою камвольного комбінату. Працював в сфері громадського харчування — власник барів «Свіслоч», «Німан»; спільні підприємства з іспанцями — «Фрайдіс», «Патіо Піца», «Іспанський куток».